# Geisterfest
Das Geisterfest (chinesisch 鬼節 / 鬼节, Pinyin guǐjié, W.-G. kui chieh, Jyutping gwai2zit3) ist die umgangssprachliche Bezeichnung eines traditionellen Festes, das von Chinesen in China und im Ausland gepflegt wird. Es fällt auf den 15. Tag des siebten Monats nach dem chinesischen Mond- bzw. Bauernkalender, also zumeist der Vollmondtag im August nach dem gregorianischen Kalender des Westens.
Allgemein wird das sogenannte „Geisterfest“ in der chinesischen Gesellschaft meist als Ullambana-Fest (盂蘭盆節,  yúlánpén jié) – oder als Zhongyuan-Fest (中元節,  zhōngyuán jié) – bezeichnet.
Die Wurzeln des Geisterfestes liegen in buddhistischen Ullambana und taoistisch-konfuzianischen Traditionen Chinas. Für Buddhisten ist es eines der wichtigsten Feste des Jahres.
Nach der chinesischen Tradition wird der siebte Monat umgangssprachlich auch „Geistermonat“ (鬼月,  guǐyuè) genannt, weil nach dem Volksglauben Geister und Seelen der Toten aus der Unterwelt auf die Erde kommen. Das Geisterfestival ist der Höhepunkt einer ganzen Reihe von Zeremonien während des Geistermonats. Dazu gehören das Aufstellen von Speisen vor den Häusern und Verbrennen von Höllengeld als Opfergabe für die Geister und Seelen der Verstorbenen. Vielfach lässt man auch Papierboote und Laternen auf dem Wasser schwimmen, die den Geistern und Seelen nach ihrem Besuch im Diesseits die Richtung ins Jenseits weisen sollen. In manchen Traditionen Chinas werden temporäre Theater- bzw. Opernbühnen aufgebaut und Operntruppen vor Ort eingeladen, damit diese Unterhaltung für den Lebenden und verstorbene Seelen darbieten. Daneben gibt es – je nach Volksgruppen – manchmal auch aktive traditionelle sportliche Wettbewerbe zum volkstümlichen Fest.

Verschiedene Traditionen des Festes weltweit
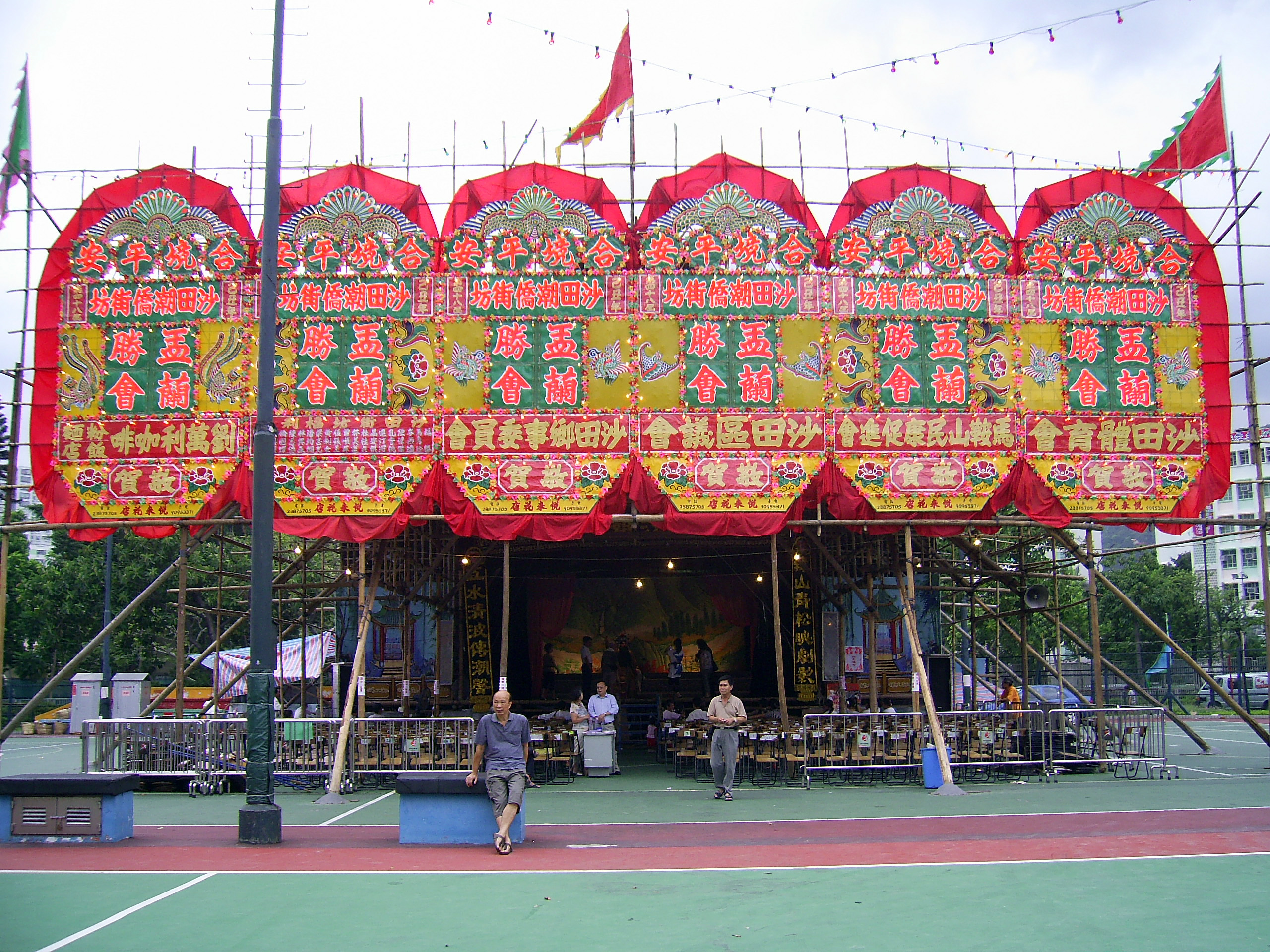
Temporäre Opernbühne – Sportplatz, Shatin 2009
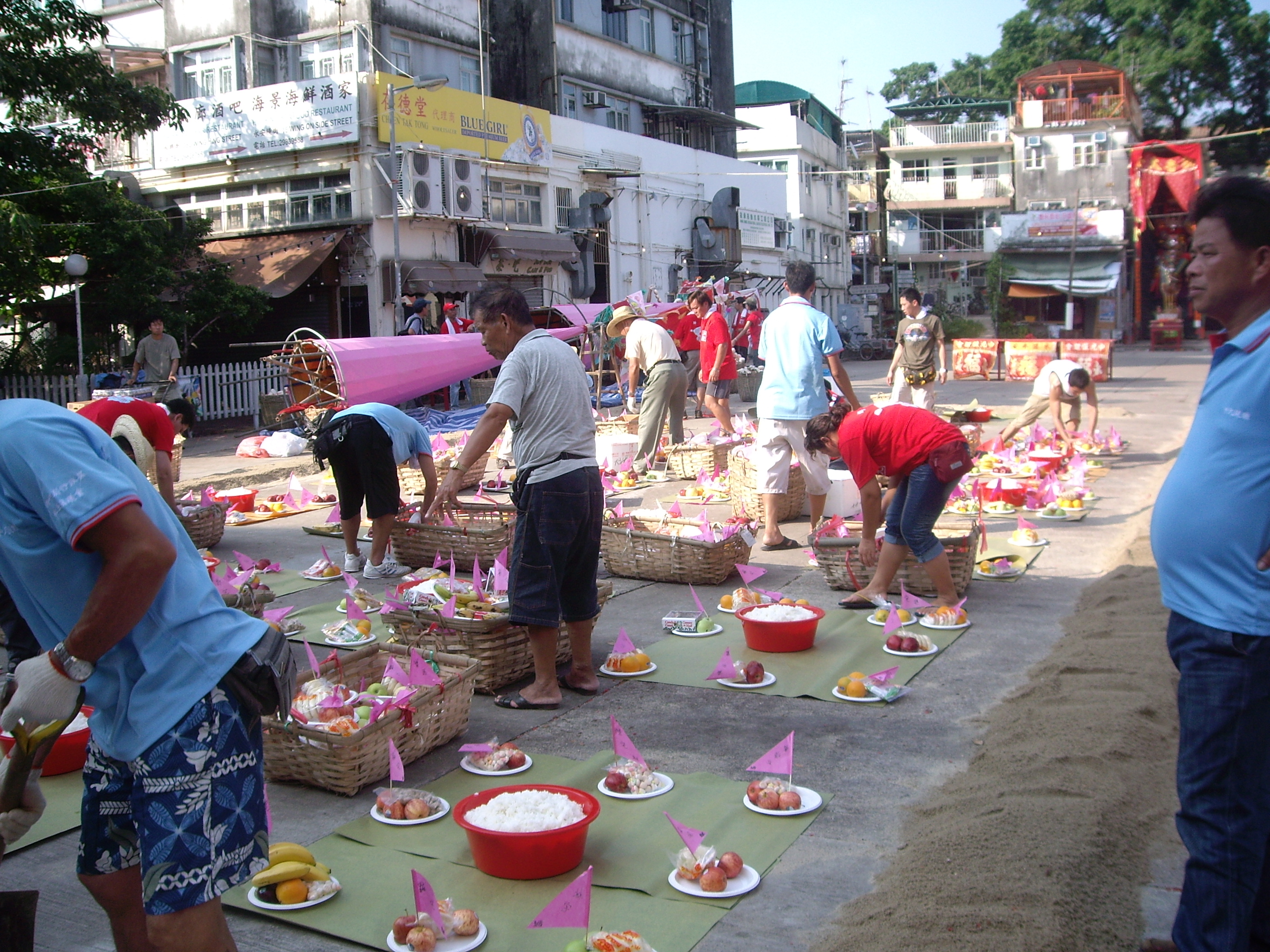
Temporärer Opferaltar – Dorf, Peng Chau 2009
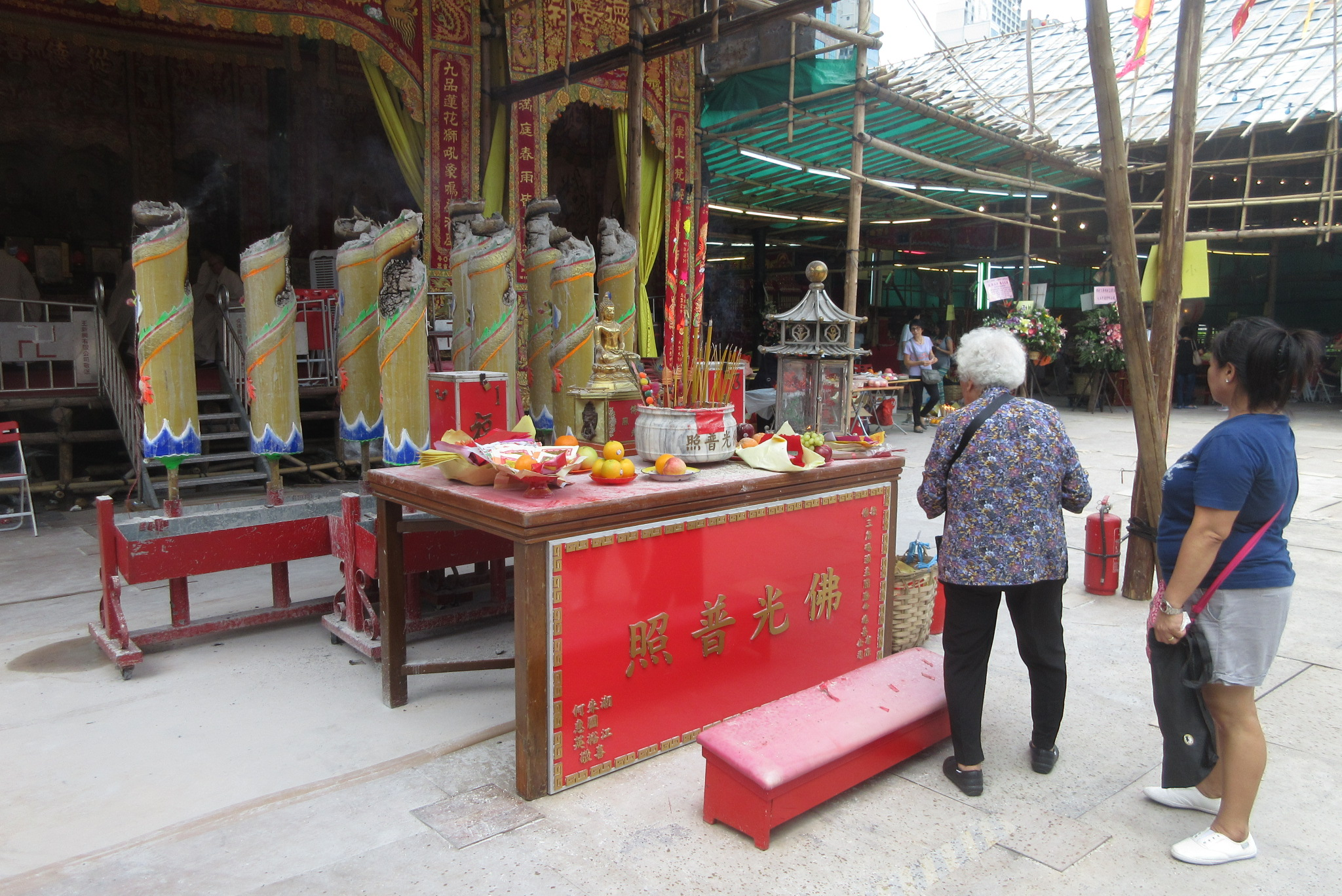
Temporärer Opferaltar – Sportplatz, Sai Ying Pun 2017
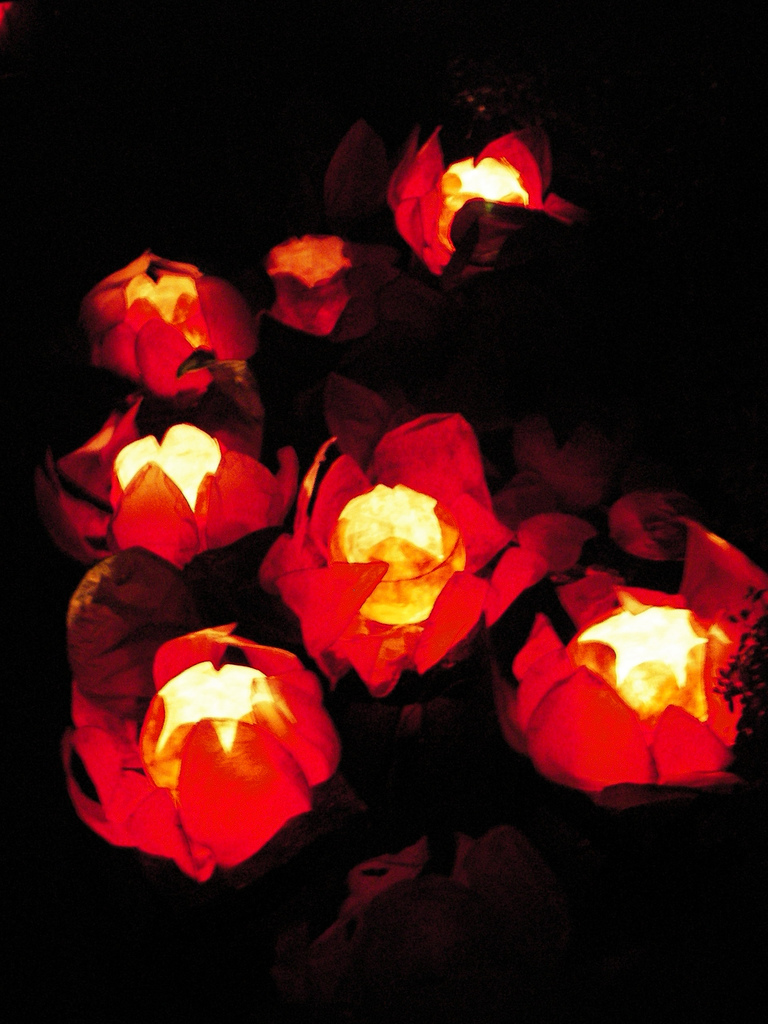
Chin. Lotus-Laternen, 2006
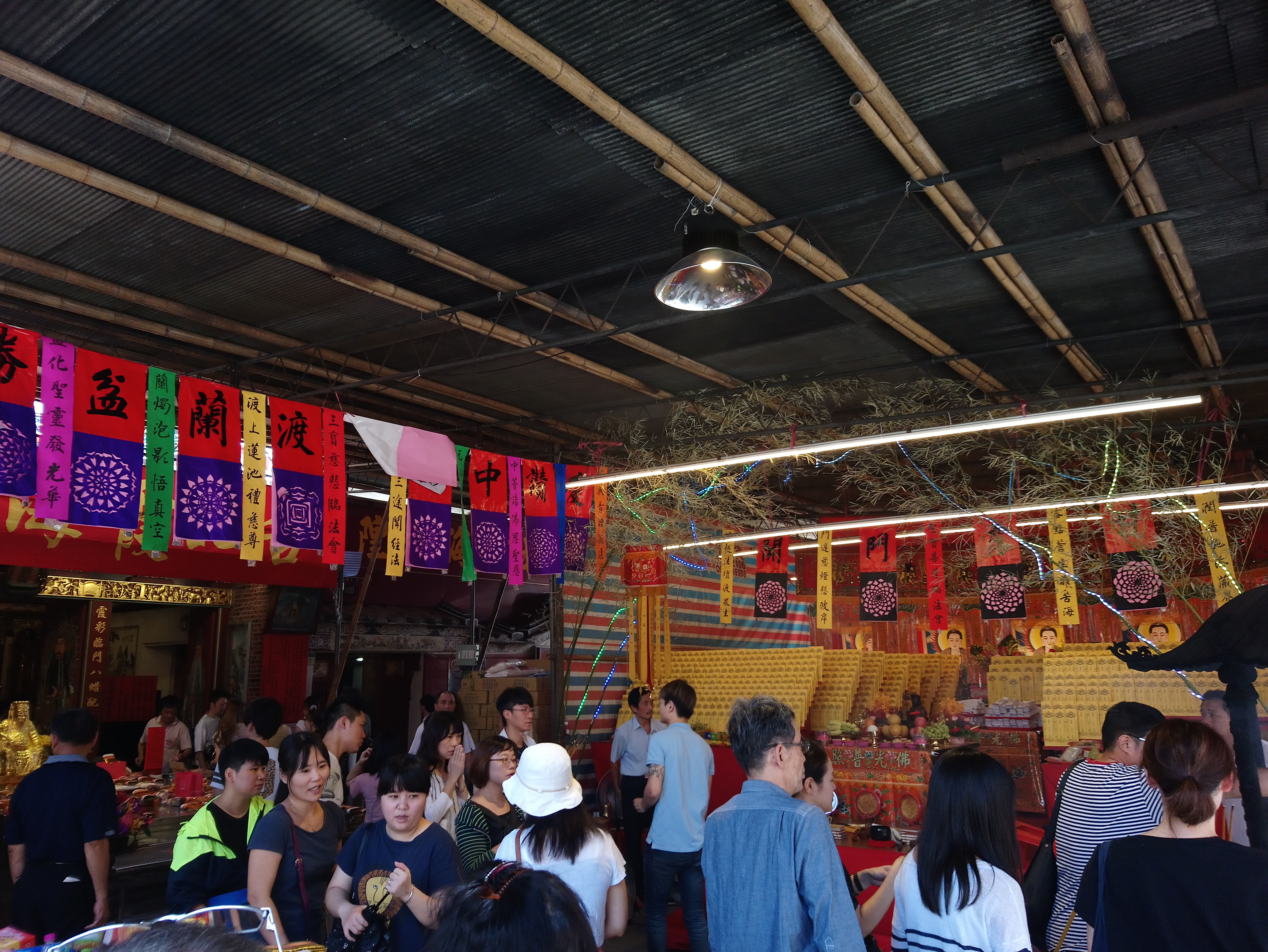
Temporärer Opferaltar – Innenstadt, Taipei 2017
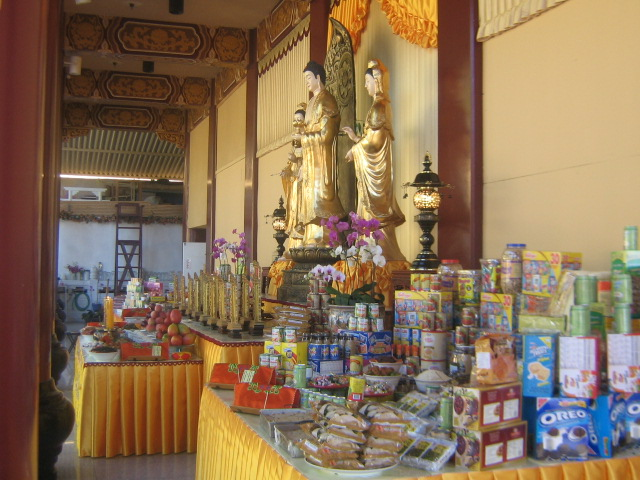
Opfergaben – Ullambana, Hsi Lai Temple USA 2006
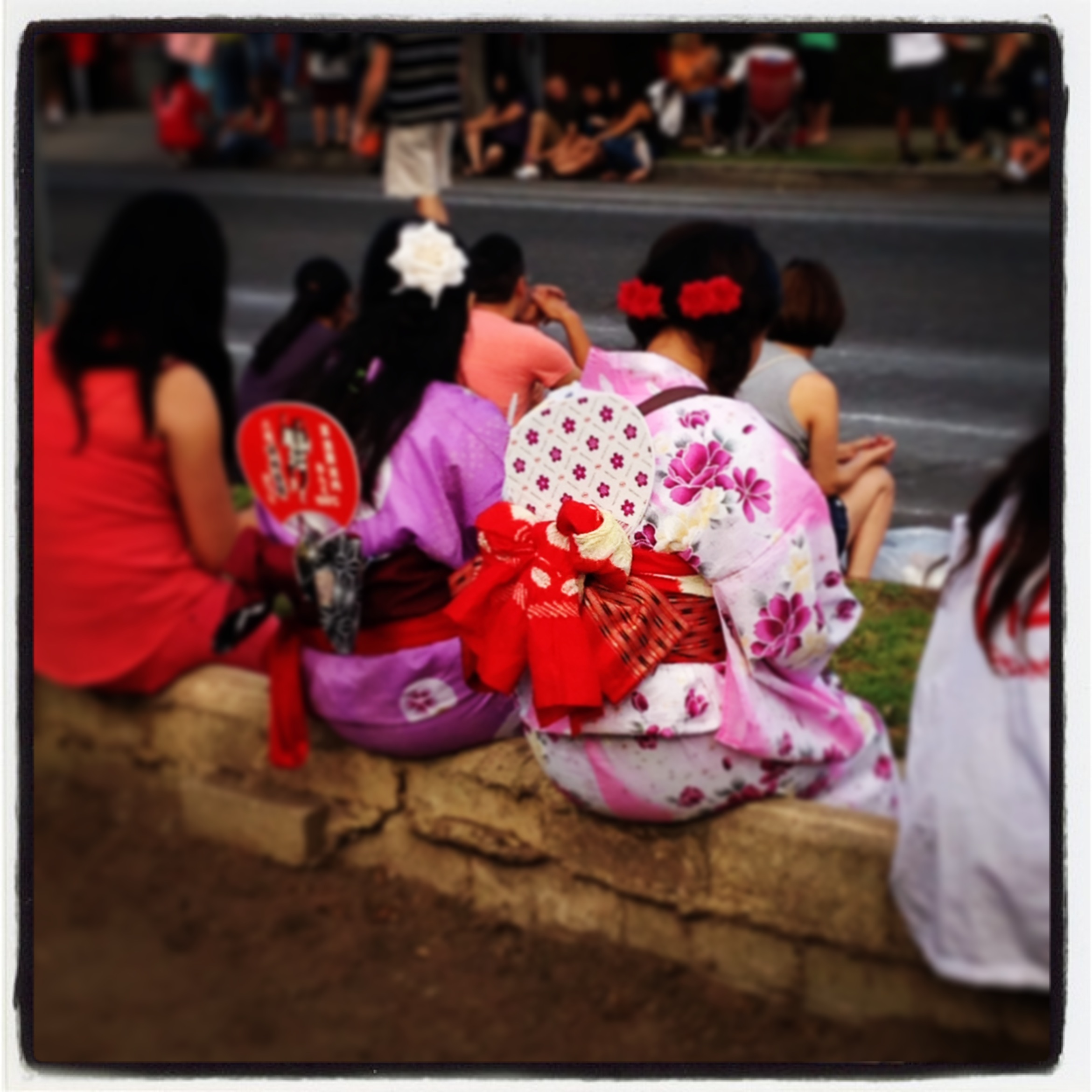
Obon-Festival, L.A. USA 2013
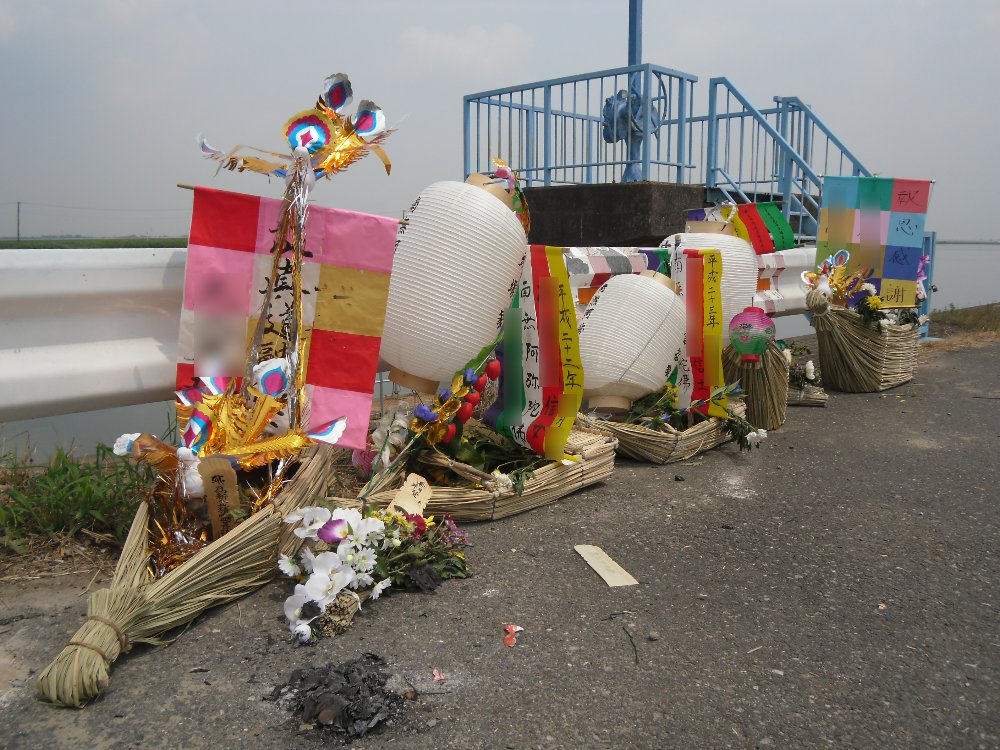
Bonbune – 盆船 – Obon-Seelenschiffe, Katori 2011
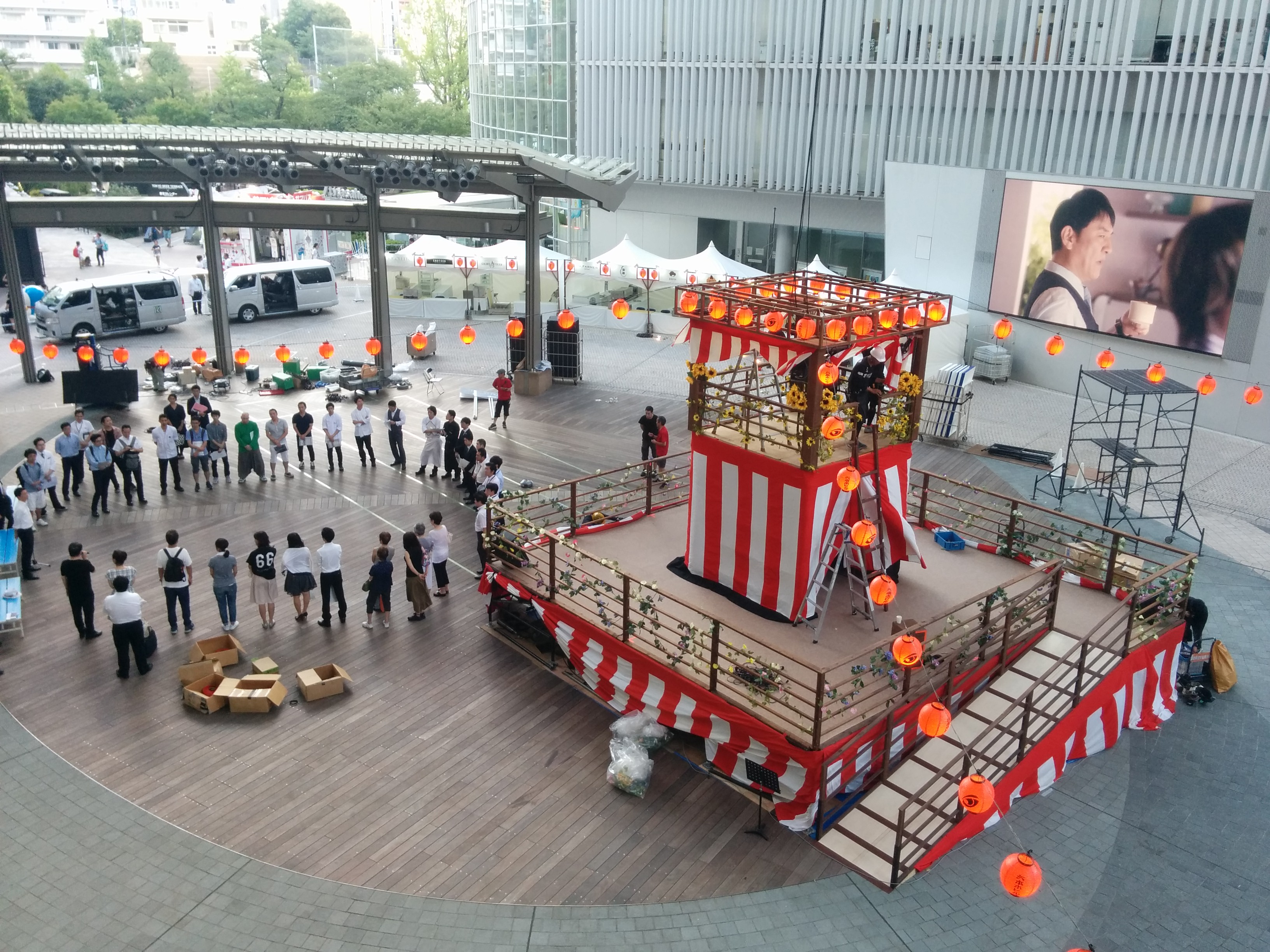
Matsuri-Umzug – Obon-Vorbereitung, Japan 2018
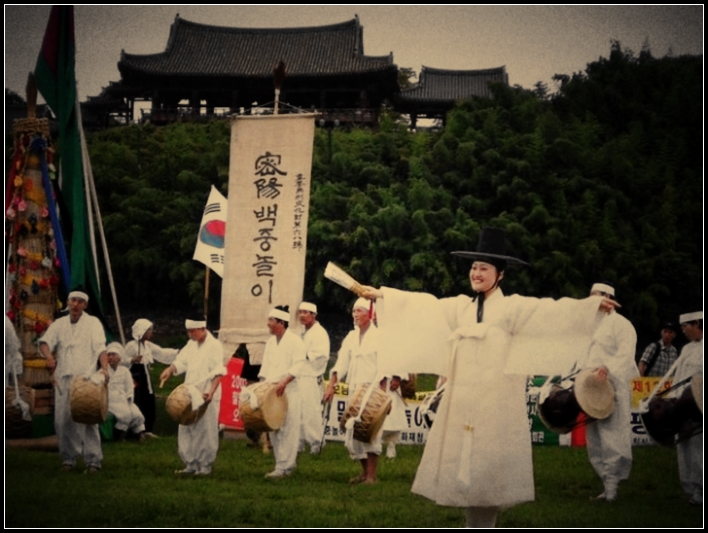
Baekjung-Fest (백중날 baekjungnal), Miryang 2009

In Korea wird das Fest Baekjungnal (kor. 백중날 M.C. paekchungnal, kurz Baekjung 백중 Hanja 百中, M.C. paekchung) oder Jungwon (중원 Hanja 中元, M.C. chungwŏn) genannt. In Japan wird das Pendant des Geisterfestes Obon-Fest (jap. お盆 O-bon) genannt und heute aufgrund der Kalenderreform 1872 zum Beginn der Meiji-Zeit (1868–1912) nach dem westlichen Kalender am 15. Juli gefeiert.
In Vietnam wird entsprechend am 15. Tag des siebten Lunarmonats der Tag der wandernden Seelen gefeiert. In Thailand wird dieses Fest auch Por-Tor-Festival genannt und u. a. auf Phuket gefeiert. Wie in anderen Ländern mit ähnlichem Brauchtum in taoistischer, konfuzianischer oder buddhistischer Tradition  werden Speisen aufgestellt, hier vor allem rote Kuchen in Schildkrötenform.